# Matthieu Merle
 (juin 2024).
Pour les articles homonymes, voir Merle (homonymie).
Matthieu Merle, né vers 1548 à Uzès et mort après 1587, était un capitaine huguenot qui sema la terreur dans le sud de l'Auvergne, le Gévaudan et le Velay durant les Guerres de religion. Le capitaine Merle est un exemple caractéristique des possibilités d'ascension sociale et d'enrichissement personnel qu'ont offert les troubles religieux.

## Biographie
Il était l'un des trois fils d'Antoine Merle, marchand d'Uzès anobli et de Marguerite de Virgilli. Il avait épousé, le 20 octobre 1576 au Château supérieur (Castelsoubro) de Roffiac, Françoise d'Auzolles, fille de Guyot d'Auzolles, seigneur de Serre et de Françoise de La Rochette. On leur connaît deux enfants, Marie et Heralh (1583-1621), baron de Lagorce et héritier de son père.
Il entra en 1568 au service de Jacques de Crussol comme arquebusier de sa garde. C'est vraisemblablement sous son influence qu'il se convertit au calvinisme et entraîna à sa suite ses deux frères aînés, Antoine et François. Il participa activement aux combats des  guerres civiles entre 1568 et 1580, et y gagna une réputation de cruauté, en particulier lors de la prise de Malzieu en Gévaudan en 1573, et de celle d'Issoire en 1575. À la tête de ses bandes, il s'enrichit considérablement en cumulant rançons et butins. En effet, alors que son père ne possédait qu'une maison à Uzès, deux terres et une vigne, le capitaine Merle put, grâce à ses gains, acheter le gouvernement de Marvejols en 1575, la baronnie de Lagorce en juin 1582, ainsi que d'autres fiefs en Vivarais. Le 28 avril 1578, il fut nommé gentilhomme ordinaire de la chambre du roi de Navarre, ainsi que gouverneur de Mende. En juillet 1581, il se retira à Uzès avec un magnifique équipage. On ne connaît pas la date de sa mort avec exactitude. Le marquis d'Aubais la place au début de l'année 1584 mais plusieurs sources attestent que Merle était encore vivant après la bataille de Coutras, fin 1587.
Ses Mémoires, restés incomplets, furent rédigés par l'un de ses compagnons d'armes, le colonel Gondin.

## Faits d'armes
- Entre 1569 et 1576, la forteresse de Grèzes est occupée par ses troupes.
- Le 17 novembre 1573 il s'empare de la ville du Malzieu en Gévaudan, accompagné de 25 à 30 soldats, et y assassine 13 prêtres ainsi que le curé de Rimeize[2]. Il enferme les habitants les plus notables dans la grande tour, et rançonne leur liberté[3].
- En 1574 il s'empare d'Ambert.
- En 1575, il s'empare d'Issoire : "...sa troupe pénètre dans les maisons, pille et rançonne jusqu'aux protestants eux-mêmes. Les églises sont ensuite visitées : les tableaux, statues, vitraux, orgues, sont jetés dans un brasier allumé sur la grande place. Le matin, on trouve cinq moines étendus morts sur le pas du monastère"[4]. Merle réclame à la population 50000 livres. Il essaie de brûler l'église Saint-Ostremoine, mais n'y parvenant pas, contrarié, il fait écorcher vifs trois religieux[5].
- Il échoue devant Saint-Flour en août 1578.
- La nuit de Noël 1579, Merle s'empare de la capitale du Gévaudan, Mende, qui lui résistait depuis deux ans. Venu de Marvejols, les soldats de Merle attendirent que les Mendois soient à la messe de minuit pour entrer dans la cité, qu'ils pillèrent. Il fit ensuite fondre la Non Pareille, la plus grosse cloche du monde[6] afin de se faire fabriquer des couleuvrine et autres boulets à canon.
- En décembre 1580 il attaque avec ses troupes Bédouès et la collégiale créé par Urbain V, tuant les chanoines et pillant le village[7].
- En février 1581, alors qu'il règne sur tout le Gévaudan, il met à exécution la menace qu'il avait faite aux habitants. Il leur avait en effet demandé de lui livrer 4 000 écus, somme que les Mendois ne purent recueillir. Il détruisit alors partiellement la cathédrale construite par Urbain V. Il en épargna un clocher pour ne pas endommager le palais épiscopal où il avait établi sa demeure[8].

## Sources et références
1. ↑  in Guerres de religion: Le capitaine Merle, baron de Lagorce, gentilhomme du roy de Navarre et ses descendants. Avec lettres et documents inédits, p. 54 du comte Antoine de Pontbriand
2. ↑  Ce tant rude, Gévaudan - Tome I, Félix Buffière, p. 828
3. ↑  Merle et 1 600 prêtres massacrés, Paul Pourcher, Saint-Martin de Bourbaux, 1883
4. ↑  Livre "Le diocèse du Puy-en-Velay des origines à nos jours", de Pierre Cubizolles, page 269.
5. ↑  Idem
6. ↑  (fr) l'Histoire de la non pareille
7. ↑  (fr) Village de Bédoues « Copie archivée » (version du 21 juin 2008 sur Internet Archive)
8. ↑   Ce tant rude, Gévaudan - Tome I, Félix Buffière, p. 835